# Agențiile de presă din România
Agențiile de presă din România reprezintă o prezentare succintă a istoriei presei de agenție din România, de la contextul apariției și evoluția ei în diferitele regimuri politice, până în prezent.

## Știrea de agenție. Presa de agenție
Orice informație nouă sau o informație referitoare la evenimente curente, care este prezentată publicului larg, în formă scrisă, audio sau video, sau prin intermediul Internetului se numește știre. Relatarea și investigarea informațiilor cu valoare de știre revin profesiei de jurnalist. Știrile sunt adesea relatate de o varietate de surse, cum sunt ziarele, programele televizate sau radiodifuzate, serviciile prin cablu și paginile web. Dar știrea, de la petrecerea evenimentului și până când aceasta ajunge sub forma finală în fața publicului, prin diferitele mass-medii, mai sus amintite, trece de cele mai multe ori printr-un prim „filtru”, cel al agențiilor de știri. Agenția de știri este o organizație de jurnaliști stabilită pentru a furniza informații de primă mână, contra cost, pieței media: ziare, reviste, radio și televiziune.
UNESCO definea în 1953 agenția de presă astfel: „O agenție de informații este o întreprindere care are ca principal obiect, oricare ar fi forma sa juridică, să caute știri și, de o manieră generală, documente de actualitate, (...) și să le distribuie unui ansamblu de întreprinderi de informație și, în mod excepțional, particularilor, în vederea asigurării, contra plății unui abonament și în condiții conforme legilor și uzanțelor comerțului, un serviciu de informații cât se poate de complet și de imparțial”.
Carmen Ionescu consideră agențiile de presă uzine cu foc continuu, unde muncitori anonimi topesc și toarnă în forme comprehensibile cea mai de temut substanță a momentului: informația.
O agenție de presă este deci o întreprindere care comercializează pentru clienții săi (presă, instituții, întreprinderi în general) un serviciu de informații brute sau cu valoare adăugată, știri neutre din punct de vedere ideologic și politic, pe un suport definit (hârtie, foto, informatică, audio, video).

Conform Histoire de la presse française, Ed. Spes, Lausanne, 
„Agențiile de presă sunt instituții care adună, clasează și tratează informațiile-texte de orice natură, precum și ilustrații, pentru a le transmite, contra cost, cel mai adesea sub formă de abonament, diferitelor media: cotidiane, periodice, radio, televiziune, care sunt clienții lor. Niciun ziar nu poate avea corespondenți în toate colțurile planetei pentru a acoperi 24 din 24 de ore activitățile politice, sociale, culturale, sportive, economice, religioase. Această funcție o asigură agențiile de presă.”

## Agențiile de presă în lume
Agențiile de presă au apărut la mijlocul secolului al XIX-lea ca urmare a cererii de informație existentă pe piața economică și financiară. Strămoșul comun al agențiilor de presă este HAVAS, agenția franceză de presă întemeiată în 1835. Întemeietorul acesteia a fost Charles Louis Havas, care a văzut informația ca pe o marfă care trebuia livrată rapid. Principalii săi clienți proveneau din mediile de afaceri, dar și din interiorul presei, care era în plină ascensiune. Primul corespondent Havas în România a fost trimis în urma problemelor apărute în Peninsula Balcanică în 1877. În 1879 a fost creată la București o sucursală a agenției Havas numită „Agenția Havas a României” care a funcționat până în 1888.
Havas se bucură de un real succes, ceea ce îi determină pe doi dintre angajații săi germani, Bernhard Wolff și Julius Reuters, să creeze, la rândul lor, agenția de presă Wolff, în Germania (1849) și respectiv Reuters, în Anglia (1851). Cele trei agenții semnau în 1859 un acord de colaborare prin care își partajau, de fapt, piața de informații mondială.
Istoria agențiilor de presă din România începe la 1 august 1854, în timpul domniei prințului Barbu Dimitrie Știrbei, când sub autoritatea statului telegraful transmite prima telegramă de la București la Viena. Ea a fost expediată pe linia Ploiești, Brașov, Sighișoara, Cluj, Timișoara, Viena și avea ca subiect operațiunile militare din Războiul Crimeei.
Contractul oficial dintre Havas și Ministerul Afacerilor Străine a fost semnat la 5-17 ianuarie 1877, în timpul guvernului Ion C. Brătianu. Conform acestui contract «În schimbul unui serviciu de știri din străinătate difuzat de Havas la București, Ministerul de Externe putea să transmită pe canalele agenției știri care să prezinte „fie un interes general, fie unul special pentru România” (Arhiva MAE, Fond Arhiva Istorica, vol. 38, pag. 45). Este reprodusă și lista acestor demnitari: prințul domnitor, ministrul de externe, miniștrii și președinții celor două camere legiuitoare, dar și ziarelor, pe bază de abonament. În același timp, demnitarii se obligau să păstreze confidențialitatea informațiilor primite.»
„Agenția Havas va continua să fie principala agenție de referință pentru ziarele românești până în 1944, când își schimbă denumirea în France Press, până astăzi nume de referință pentru mass-media din România".
Alte agenții de presă străine sunt interesate să înființeze sucursale în România, precum agenția austriacă „Corrbureau” care a creat în 1889 filiala numită „Agenția Română”, filială care ulterior, în 1895, a devenit prima agenție de presă autonomă din România.

## Agenția de presă în România
Prima agenție de presă românească a fost înființată la 30 martie 1889, la București, sub numele de „Agence Telegraphique de Roumanie” - Roumagence. «Știm data exactă dintr-o notă trimisă ministrului de externe la 31 mai 1889 de M. Brăneanu, primul director al agenției, în care se spunea: „ieri am expediat prima telegramă” (Arhiva MAE, Fond Arhivă istorică, vol. 38 bis.)» Aceasta era subordonată Ministerului de Externe. 
Intrarea pe piață a noii agenții a fost grea, deoarece Havas era foarte puternică. Totuși Havas este înlăturată de la monopolul știrilor oficiale ale ministerului de externe și ca urmare, sucursala de la București este dizolvată în perioada iunie-iulie 1889. Aceasta acceptă să cedeze toți abonații agenției române.
La 1 iulie 1905, ia naștere "serviciul comercial al Agenției Române, care editează un buletin special: prețul grânelor pe piețele noastre, dar și pe cele mai importante piețe ale Europei și Americii. Pentru aceasta, agenția deschide sucursale la Brăila și la Constanța și cere ministerului de externe să oblige băncile populare să se aboneze la aceste buletine."
Agenția nu este lipsită de probleme, deoarece în 1907 încearcă să transmită în română pentru ziare, până acum serviciul fiind în franceză. Ziarele reclamă acest lucru, deoarece în contracte era stipulat ca știrile să fie transmise în franceză, așa cum vin de la telegraf.
„Până la dispariția sa în 1917, Agenția Română nu mai înregistrează momente ieșite din comun. Cu serviciul său politic contestat în continuare de ziare, care acuzau întârzieri, denaturări în conținutul știrilor și obediență față de putere și cu buletinele sale comercial-financiare, veniturile agenției sunt totuși în creștere.”
Agenția a fost evacuată din Palatul Poștelor la sfârșitul anului 1916, în condițiile ofensivei germane. «La 27 iulie 1917, Ministerul de Externe întreabă Ministerul Cultelor dacă agenția funcționează cumva la Iași. Pe adresa sa venise o telegramă de la legația din Paris cu această întrebare și trebuia să-i dea un răspuns. Răspunsul Ministerului Cultelor este ironic: „Domniile voastre ați fi fost în măsura de a ști ce s-a făcut la evacuarea Bucureștilor?” (Arhiva MAE, Problema 105, vol. III.) Probabil funcționarii ministerului au căutat agenția și n-au găsit-o, pentru că la 2 noiembrie 1917 anunță legația de la Paris că Agenția Română nu mai funcționează".
După Primul Război Mondial, era fondată ca societate mixtă, la 16 iunie 1921, prima agenție națională de presă în accepțiune modernă: Orient Radio Rador.
Noti Constantinde, secretar la Legația română din Paris și Sebastian Șerbescu, avocat, au fost personajele cheie ale înființării acestei agenții. Constantinde menționează în jurnalul său că ideea le-a venit într-o discuție banală: „Într-o zi mi-a propus să înființăm o agenție telegrafică pentru România în genul marilor agenții internaționale Havas, Reuter etc. Am elaborat un plan destul de detaliat și Șerbescu a plecat la București pentru a o fonda”.
Lucrurile nu au mers chiar atât de ușor, însă la 8 iulie cei doi au reușit. «Potrivit actului fondator, agenția avea următorul obiect: „exploatarea de agenții de informații telegrafice în țară și străinătate și asocierea ei la întreprinderi similare”» Agenția va începe să funcționeze la 1 septembrie. „Din iulie 1921, Rador intră în sindicatul agențiilor internaționale de presă în baza unui contract semnat cu 25 de agenții naționale de presă din Europa, Asia și America de Sud. El prevede că în aceste țări știrile Rador urmează să fie preluate de agențiile respective sub semnătura lor.”
Rador înființează mai multe sucursale în țară, în marile orașe: Cluj, Oradea, Satu-Mare, Sighetul Marmației, Cernăuți, Chișinău, Iași, Constanța, Ploiești, etc.
La Paris, Noti Constantinde încearcă să capteze bunăvoința presei franceze. El este surprins când a primit prima scrisoare cu antetul agenției și a văzut ca i s-a dat numele „Agence Radio-Orient” - Rador. Denumirea a dat naștere unor interpretări ironice din partea francezilor, care îl întrebau pe Constantinde dacă este o agenție „rat d'or” (șobolanul de aur) sau „rat dort” (șobolanul doarme). Au existat și reclamații, deoarece directorul agenției franceze „Radio” a acuzat că i s-a furat numele.
Începuturile erau foarte grele pentru noua agenție. În primii ani de după război existau probleme de toate naturile, cum ar fi de pildă cele aproape insurmontabile legate de liniile telegrafice distruse. În plus, existența unui „vânător” de știri, birocraticul serviciu de cenzură, împiedica difuzarea corectă a știrilor agenției. Întârzierile și credibilitatea informațiilor devin niște probleme atât de presante, încât se creează un curent de opinie puțin favorabil proaspetei instituții de presă.
„La 12 martie 1925, printr-o hotărâre a Consiliului de miniștri semnată de I. C. Brătianu, Ministerul de Externe cumpără acțiunile societății anonime «Orient Radio» devenind proprietarul exclusiv al agenției de presă”. Totuși, statul nu a transformat agenția într-o direcție a Ministerului de Externe, ci a reorganizat-o sub forma unei societăți comerciale cu personalitate juridică proprie. De fapt, această mișcare a fost făcută pentru ca agenția să nu fie bănuită de propagandă.
În 1934, Rador-ul este dotat cu cele mai noi aparate de transmisie: „teleimprimatoarele Siemens cu perforare de bandă. Și tot acum se înființează un serviciu poștal al agenției, care transmite prin poșta aeriană de 2-3 ori pe săptămână informații de ordin general, politic, economic, social și cultural în țările scandinave, la Riga, Madrid, Tirana, Haga, Copenhaga.” În acest an, Rador lucra cu aceeași operativitate ca agențiile occidentale. Spre exemplu, știrea asasinării regelui Alexandru al Iugoslaviei la Marsilia a fost anunțată presei românești de către Rador, concomitent cu primirea știrii în redacțiile ziarelor pariziene. «Începând din 1943, Rador editează pe lângă buletinele de presă și buletine cu circulație restrânsă - palatul regal, guvern, ministere, parlament, așa-numitele „buletine confidențiale”. Ele puteau fi însă difuzate oricăror instituții sau ziare la cererea acestora, contra cost.»
Momentul 23 august 1944 reprezintă începutul decăderii agenției Rador. «La 28 decembrie 1944, regele Mihai semnează decretul-lege 657, privind modificarea legii și statutului Societății Orient Radio. Aceasta își schimbă denumirea în „Rador - Agenție de informații telegrafice”, iar durata de funcționare a agenției devine nelimitată. Se precizează de asemenea, obiectul agenției: 
„... exploatarea de informații telegrafice și de presă în țară și în străinătate, cu toate serviciile ce le comportă în mod obișnuit, exploatarea inserțiilor în ziarele române și străine și, în genere tot ce privește serviciul de publicitate în țară și în străinătate, exploatarea de informații comerciale.”
Schimbările istorice după cel de-al Doilea Război Mondial au bulversat agenția națională de presă. Astfel, după instaurarea puterii comuniste (martie 1948), Decretul 217 din 20 mai 1949 consfințește crearea Agerpres și, totodată, abrogă legea asupra funcționării Rador. Odată cu venirea Anei Pauker în fruntea Ministerului de Externe, ea numește în consiliul de administrație al Rador, în funcția de comisar al guvernului, pe Ion Popescu-Puțuri. Acesta îl va concedia pe directorul social-democrat Șomuz, și va curăța personalul de „elementele necurate”. În decretul de înființare se preciza că Agerpres va fi o instituție centrală, pe lângă Consiliul de Miniștri, condusă de un director general și doi adjuncți, numiți de același consiliu. Deși menține legăturile cu Reuter, Associated Press și Agence France Presse, în prim plan apare legătura cu agenția moscovită TASS.
Această structură a Agerpres se năruie ca un castel de nisip, la 2 ianuarie 1990, după revoluția anticomunistă din decembrie. Ea devine printr-un decret al guvernului Agenția Națională de Presă Rompres și rămâne sub autoritatea statului.
După 1990 se nasc și alte agenții de presă, dintre care cele mai importante sunt: Rador, agenția Societății Naționale de Radiodifuziune, Mediafax, ce mai mare agenție privată, AR Press (închisă), AM Press și [Amos News], de asemenea agenții private.

### Agenția națională de presă Agerpres
Rompres (redevenită Agerpres) este o agenție națională care furnizează un serviciu complet despre actualitatea din România. Ea are acorduri cu agențiile mondiale pentru a-și lărgi serviciul spre internațional. Agenția s-a născut printr-o ordonanță emisă la 8 ianuarie de președintele Consiliului Frontului Salvării Naționale, Ion Iliescu, care a autorizat fosta Agerpres să funcționeze sub numele „Agenția națională de presă Rompres”. Ordonanța dădea Rompres un statut de instituție publică autonomă. De la 8 ianuarie 2003, Rompres are o nouă lege de organizare și funcționare. Conform acestui act normativ, Rompres este o instituție publică autonomă de interes național, independentă din punct de vedere editorial, aflată sub controlul Parlamentului. Fluxul de știri (intern și extern) al Rompres depășește 25.000 de cuvinte pe zi. Agenția națională dispune de cea mai puternică arhivă, aflată în curs de informatizare.

### Mediafax
Mediafax, parte a concernului Mediapro, s-a născut în 1991, ca o componentă a concernului, devenind în 1995 societate pe acțiuni. Mediafax este unul dintre cei mai mari furnizori de informație generală și de afaceri din România, cunoscut în general pentru fluxurile sale de știri și fotografie de presă accesate de 90% din presa scrisă centrală și 70% dintre posturile de radio și de televiziune. Primele știri Mediafax au fost bătute la mașină și apoi trimise în plicuri către redacțiile ziarelor centrale. Mai târziu, fluxurile de știri au început să fie trimise în întreaga țară prin fax, din oră în oră. Echipa inițială din spatele numelui Mediafax a fost alcătuită din 12 jurnaliști. În prezent furnizează zilnic peste 600 de știri din domeniile politic, economic, social, cultural și sportiv, fluxuri de fotografie de presă, precum și înregistrări audio cu declarații și interviuri în exclusivitate. În afară de informație în timp real, Mediafax oferă acces la arhivă de peste un milion de materiale jurnalistice și peste 140.000 de fotografii de eveniment, din 1994 până în prezent, actualizată zilnic.

### NewsIn
NewsIn este cea mai nouă agenție de știri națională de pe piața românească, lansată în iulie 2006, ca parte a trustului Realitatea-Cațavencu. Ea furnizează fluxuri de știri, fotografie, video și servicii profesionale, adresate companiilor, care acoperă sectoarele energetic, IT&C și financiar-bancar.

### AM Press
AM Press a fost înregistrată la 8 martie 1991
și a transmis primele fluxuri la 18 martie același an. Este prima agenție privată din România și a treia din Europa de acest tip. AM Press este o agenție națională, cu o rețea de corespondenți și o rețea de distribuție naționale. Agenția este utilizată mai ales pentru știri de fapt divers.

### Amos News
Amos News a fost lansată în 2002 ca agenție de presă independentă, fiind înființată de jurnalistul Octavian Andronic. În aprilie 2006 agenția a fost cumpărată de grupul Intact, care mai cuprinde Antena 1, Antena 2, Antena 3, Euforia Lyfestyle TV, Radio Zu, Radio Romantic, Jurnalul Național, Gazeta Sporturilor, Săptămâna Financiară, Tngia, Top Gear, 4WD, Tipografia Intact, Intact Production și Fundația Mereu Aproape. AR Press a emis din 1992, cu flux continuu din 1994, volumul de știri fiind de 60-70 de informații pe zi.

### NewsAr.ro
NewsAr.ro este agenția de știri a județului Arad. Înființată în 2007 de ziariștii Orlando Toader și Diana Rotar, agenția se adresează în special mass-media din județul Arad, care pot prelua știrile în limita a 500 de caractere, cu indicarea sursei. De asemenea, se adresează cititorilor on-line, cu informații de ultimă oră, care pot fi citite la adresa www.newsar.ro. Agenția deține mai multe ziare și reviste on-line destinate publicului din Arad și localitățile județului.

## Concluzie
Agențiile de presă, ca și mass-media în general, permit oamenilor să aibă o cunoaștere a realității imposibilă în absența acestora. O serie de evenimente, de fapte, nu ne sunt cunoscute decât prin intermediul mediei, care desenează astfel pentru noi o realitate secundă. 